# Lommerzheim

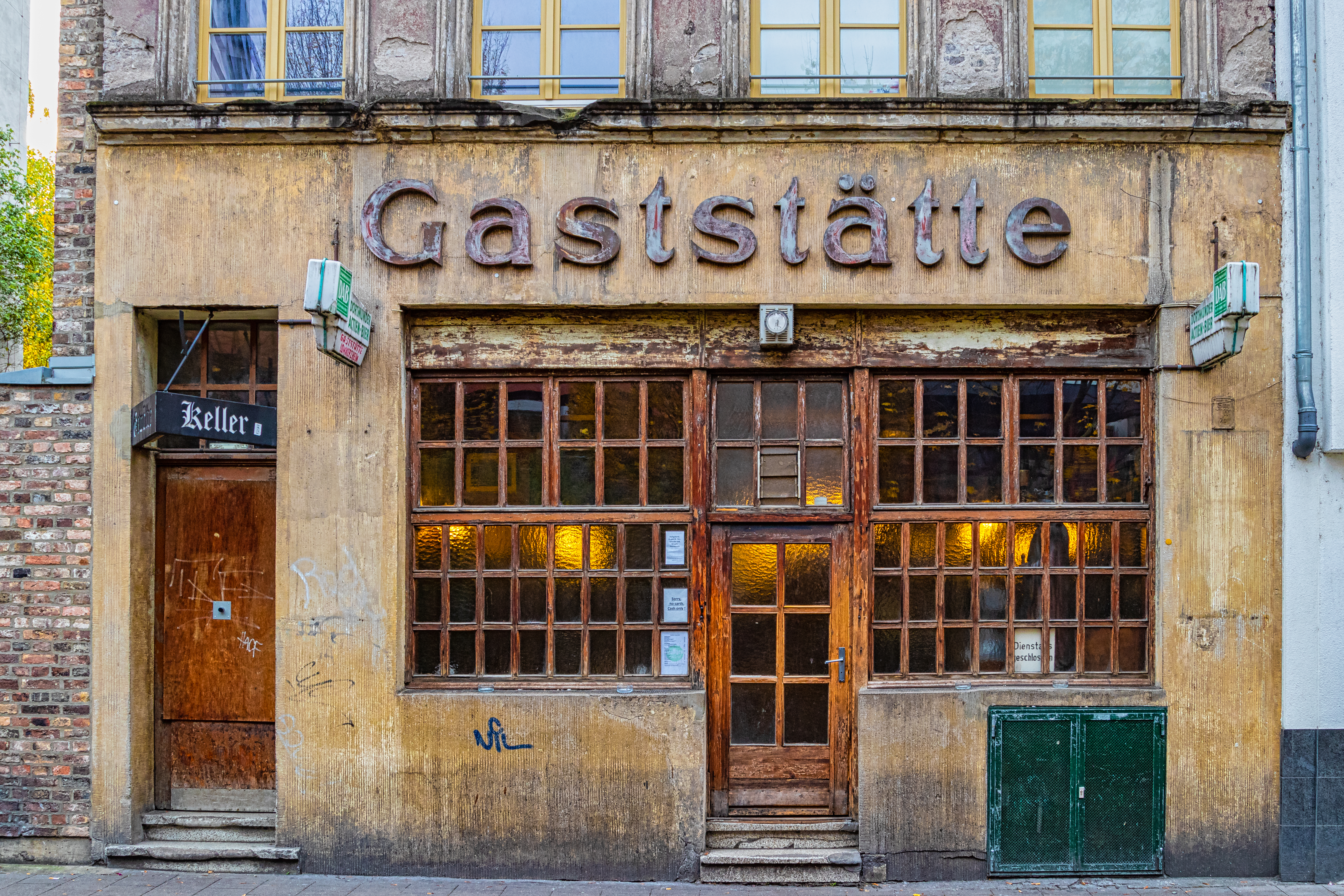
Lommerzheim (2019)

Das Lommerzheim, auch Lommi genannt, ist eine Gaststätte in Köln-Deutz, die in ihrer ursprünglichen Form von 1959 bis Silvester 2004 von den Wirtsleuten Hans und Annemie Lommerzheim betrieben wurde. Die Kombination eines baufällig und verwahrlost anmutenden Gebäudes, der augenscheinlich nie renovierten Inneneinrichtung und der Eigenarten des Wirtsehepaares verschafften der Kneipe den Ruf als „kölscheste aller Kölschkneipen“. Nach mehrjährigem Leerstand wurde das Lokal in Anlehnung an die Einrichtung der alten Gaststätte renoviert und im März 2008 wieder eröffnet.

## Hans Lommerzheim

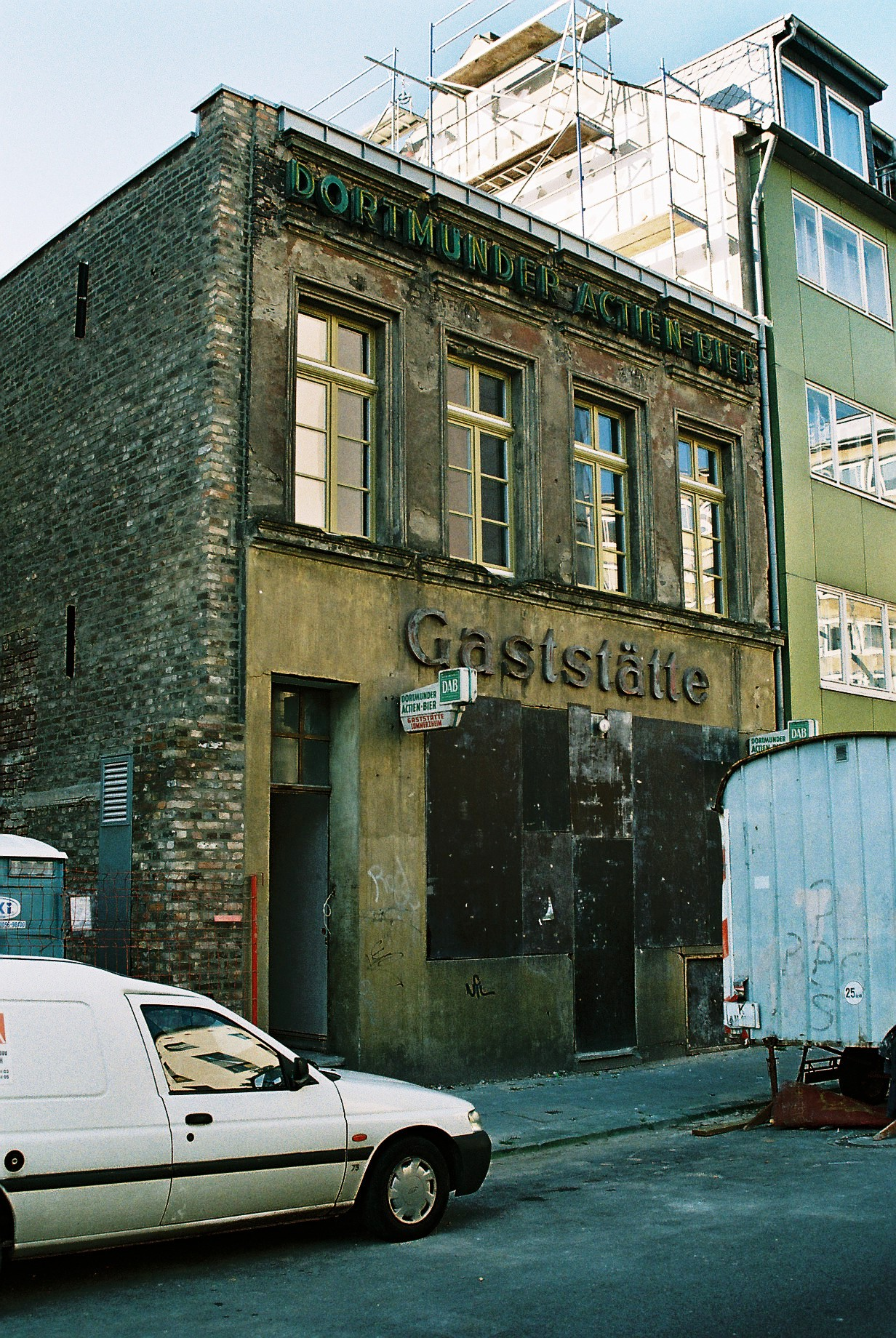
Umbauarbeiten im August 2007

Der Wirt Hans Lommerzheim (* 17. September 1930; † 28. Juni 2005), genannt „Lommi“, war früher Köbes im Päffgen-Brauhaus, das als Hausbrauerei nur für den eigenen Bedarf produzierte. Ausgestattet mit der damals ersten und heute noch seltenen Erlaubnis des Brauers, außerhalb des Brauhauses sein Kölsch auszuschenken, eröffnete er 1959 in der Deutzer Siegesstraße seine eigene Gaststätte. Diese übernahm er gemeinsam mit seiner Frau Annemie (* 1932; † 23. Mai 2016) von seinen Eltern, die in dem Haus bereits seit 1945 eine Gastwirtschaft betrieben.

## 1959–2004

### Gebäude und Einrichtung

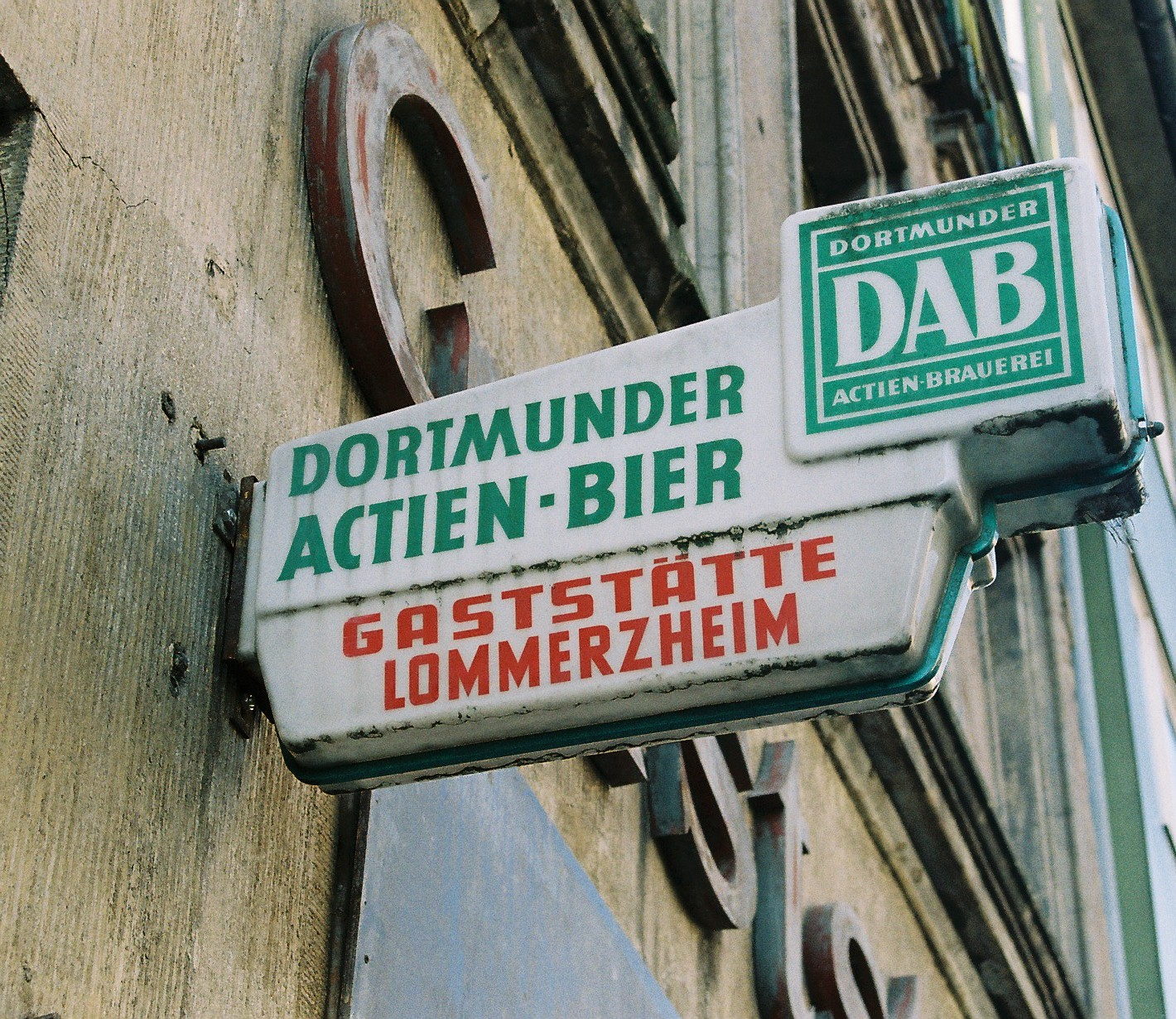
Kneipenschild des Lommerzheim

Über den ursprünglichen Zustand des Gebäudes in der Siegesstraße 18 gibt es keine veröffentlichten Aufzeichnungen. Es besitzt, anders als die benachbarten Häuser, keinen Dachstuhl. Das von der Straße aus links neben der Wirtschaft gelegene lediglich einstöckige Haus gab den Blick auf die unverputzte Ziegelwand frei. Straßenwärts zeigt das Haus eine seit vielen Jahren verwitterte Fassade mit vier Fensterachsen im unbewohnten Obergeschoss. Darüber ist die veraltete Leuchtreklame „Dortmunder Actien-Bier“ angebracht – diese Biermarke war allerdings zu Hans Lommerzheims Zeiten nicht mehr im Ausschank. Das Erdgeschoss wird rechts von einem großen Holzsprossenfenster mit integrierter Eingangstür dominiert. Links daneben befindet sich eine Tür zum Treppenhaus. Über dem Eingangsbereich steht in Blechbuchstaben „Gaststätte“. Rechts schließt sich ein viergeschossiges Mietshaus unmittelbar an.
Der ca. 50 m² große Schankraum ist durch eine nach innen öffnende Tür zu erreichen. Die Inneneinrichtung bis 2004 entsprach weitgehend derjenigen bei Eröffnung der Gaststätte. Allerdings wurden über die Jahre punktuell Schäden behoben, defekte Möbelstücke ausgetauscht, kleinere Renovierungsarbeiten durchgeführt sowie Andenken hinzugefügt. Auch besaß die Küche eine zeitgemäße Ausstattung. Die Schankstube war teilweise mit braunem Holz vertäfelt, ansonsten waren Tapeten angebracht, die über die Jahre einen braunen Farbton angenommen hatten. Es gab wenige einfache Tische und einige Plätze an der Theke. Bis zur Schließung durch den Wirt gab es weder Zapfanlage, Fernseher, Zigarettenautomat, Musikanlage noch eine Registrierkasse. Die einfachen Toiletten befanden sich in einem nur über den Hinterhof zu erreichenden Anbau. In einem Kühlhaus neben den Toiletten wurden die täglich angelieferten 30-l-Holzfässer mit Kölsch gelagert und von dort in den Schankraum gerollt.

### Bewirtung
Die Gaststätte hatte, außer dienstags, täglich von 10:30 Uhr bis 14:00 Uhr und von 16:30 Uhr bis ca. 24:00 Uhr geöffnet. Tischreservierungen waren nicht möglich. Annemie Lommerzheim zapfte, während ihr Mann servierte. Servicepersonal gab es ansonsten nicht. Der Wirt nahm beim Bier keine Bestellungen an, sondern brachte es dorthin, wo es benötigt wurde. Lommerzheim hatte außer Kölsch  zwei Weinsorten, Softdrinks und einige Spirituosen im Sortiment. Die Speisenauswahl bestand aus dicken Koteletts, Halve Hahn, Bratwurst, Knoblauchwurst und donnerstags und freitags Hämmchen. Während diese kleine Speisenauswahl die retrospektive Wahrnehmung und Berichterstattung dominiert, gab es in den frühen Jahren der Gaststätte auch eine Speisenkarte mit abwechslungsreicheren Gerichten: Zeitzeugenberichte aus den 1970er Jahren beschreiben ein gutbürgerlich orientiertes Gasthaus. In den Wintermonaten habe es Muscheln rheinische Art, am Aschermittwoch ein traditionelles Fischessen gegeben.

### Erfolg

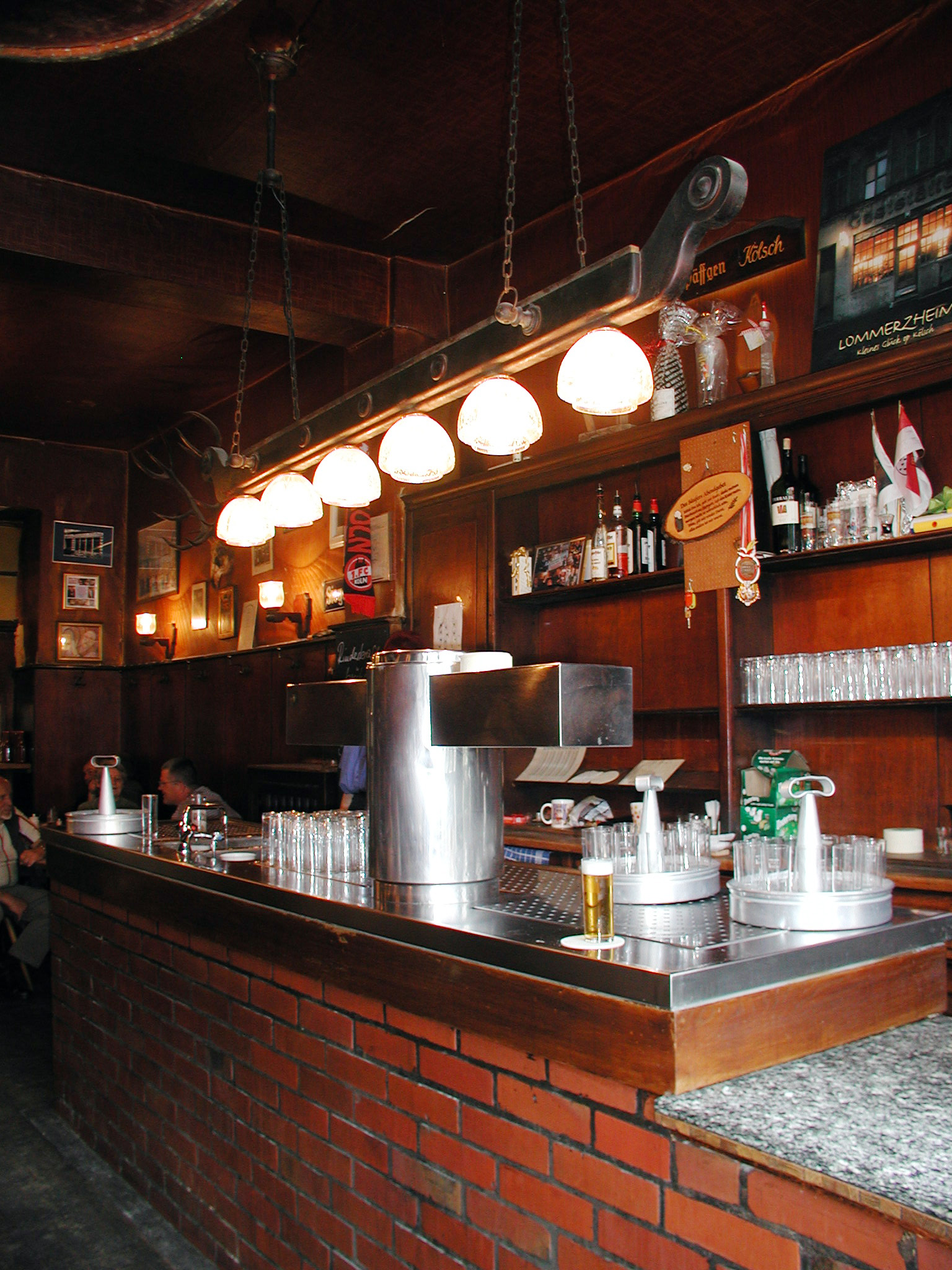
Schanktheke nach der Wiedereröffnung des Lokals mit originaler Thekenlampe

Bis in die 1970er Jahre wurde das Lommerzheim als gewöhnliches, „gut laufendes“ Gasthaus mit „bürgerlich-anständigem“ Konzept beschrieben. Im Laufe der 1980er Jahre hatte sich eine Wahrnehmung als „Kult-Kneipe“ etabliert. Lommerzheim wurde in lokalen Stadt- und Gastronomieführern erwähnt, den Anfang machte das Heft „TAGNACHT“ der StadtRevue. Der Zustrom der Gäste erhöhte sich, so dass sich vor der Tür täglich vor allem nachmittags eine Schlange bildete, und das Lokal allabendlich eng besetzt war.
Das seit Jahrzehnten beinahe unveränderte Lokal habe, so die Interpretation der Autoren Günter Mahlke und Hans Schumacher, eine Art „Insel im Zeitenwandel“ gebildet, auf der man die enormen Unterschiede zwischen den 1950er und den 1990er Jahren kurzzeitig ausblenden konnte – die Sehnsucht nach Beständigkeit, Zuverlässigkeit und Berechenbarkeit sei befriedigt worden. Das Publikum setzte sich zusammen aus Deutzern, Kölner Stammgästen sowie Touristen und Messegästen, die durch die Empfehlung der Gaststätte in ihrer Reiseliteratur angezogen wurden. Hans Lommerzheim wird als sehr wortkarg aber schlagfertig beschrieben – zahlreiche Anekdoten über ihn sind überliefert, inzwischen wird er als Kölsches Original bezeichnet. Als anlässlich des Weltwirtschaftsgipfels 1999 in Köln Bill Clinton eine authentische Kölschkneipe besuchen wollte, fragten seine Begleiter bei Lommerzheim an – allerdings hätte man die Gaststätte aus Sicherheitsgründen für den Publikumsverkehr sperren müssen. „Nä, dat jeiht nit!“ soll Lommerzheim gesagt haben – dann müssten ja die Stammgäste draußen bleiben. Clinton kehrte schließlich im deutlich größeren Brauhaus Malzmühle ein.

### Ende
Am 31. Dezember 2004 schloss der 74-Jährige Hans Lommerzheim seine Gaststätte aus gesundheitlichen Gründen. Das Rheinische Freilichtmuseum bemühte sich um die Erlaubnis, das gesamte Gebäude samt Inneneinrichtung ab- und auf dem Museumsgelände wieder aufzubauen; das Kölnische Stadtmuseum wollte lediglich das Inventar ausbauen und konservieren. Lommerzheim lehnte beide Angebote ab. Ein halbes Jahr später starb er während einer Urlaubsreise.

## Wiedereröffnung
Die Kölner Brauerei Päffgen erwarb das Haus von der Witwe Lommerzheim und renovierte das Lokal unter Beibehaltung der Atmosphäre. Nach der Renovierung und Erweiterung in den Gewölbekeller wurde die Gaststätte am 13. März 2008 im Beisein von Annemie Lommerzheim, dem jetzigen Eigentümer Rudolf Päffgen und dem neuen Pächter Frank Glitscher wiedereröffnet. Das links der Gaststätte gelegene einstöckige Haus wurde abgerissen, auf dem Grundstück befindet sich jetzt der Biergarten. In der Tradition von 1959 wurde das erste Kölschfass mit dem Fahrrad, diesmal von Brauer Rudolf Päffgen, zum Gasthaus transportiert.

## Andenken an Hans Lommerzheim

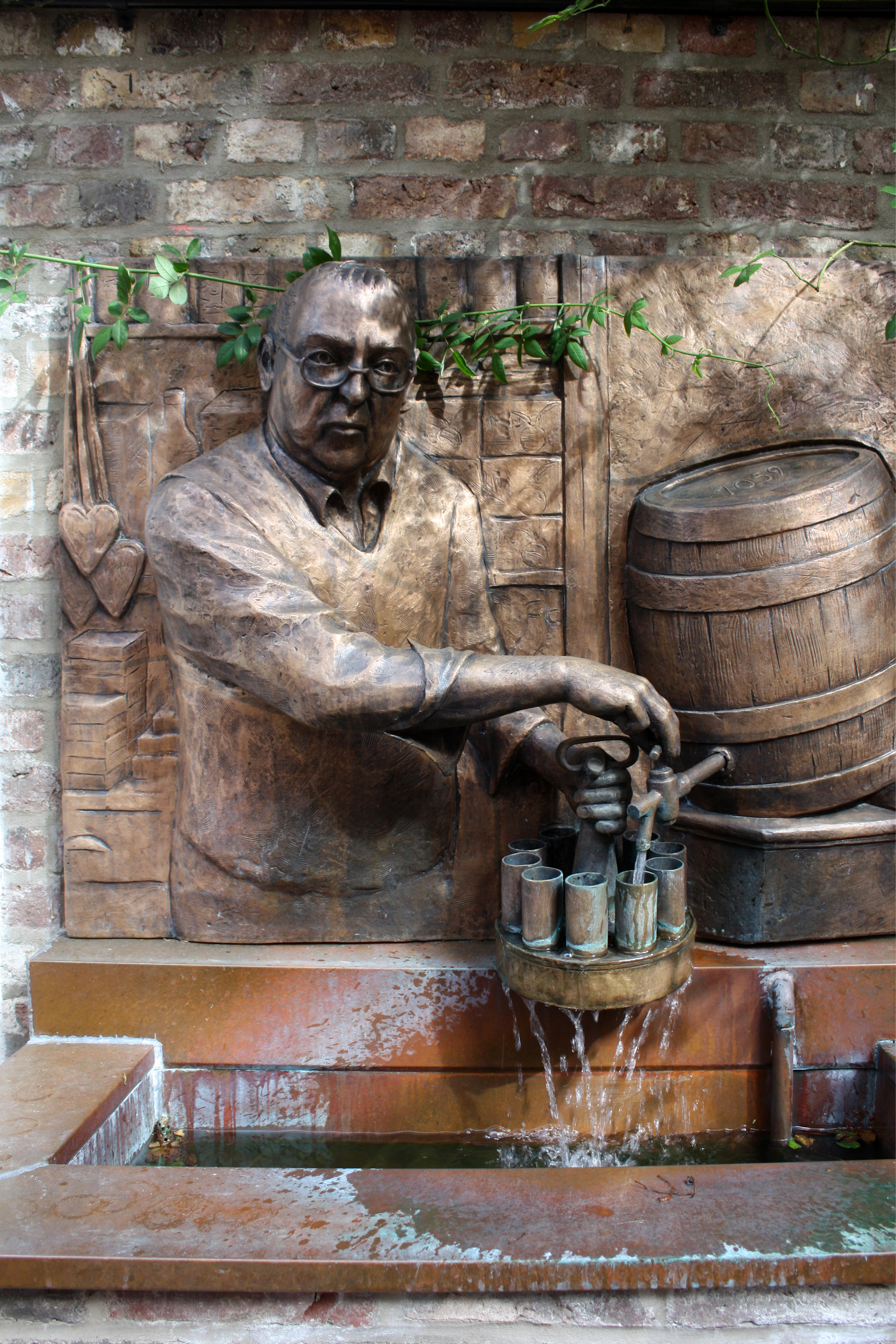
Lommi-Brunnen im Biergarten des Hauses

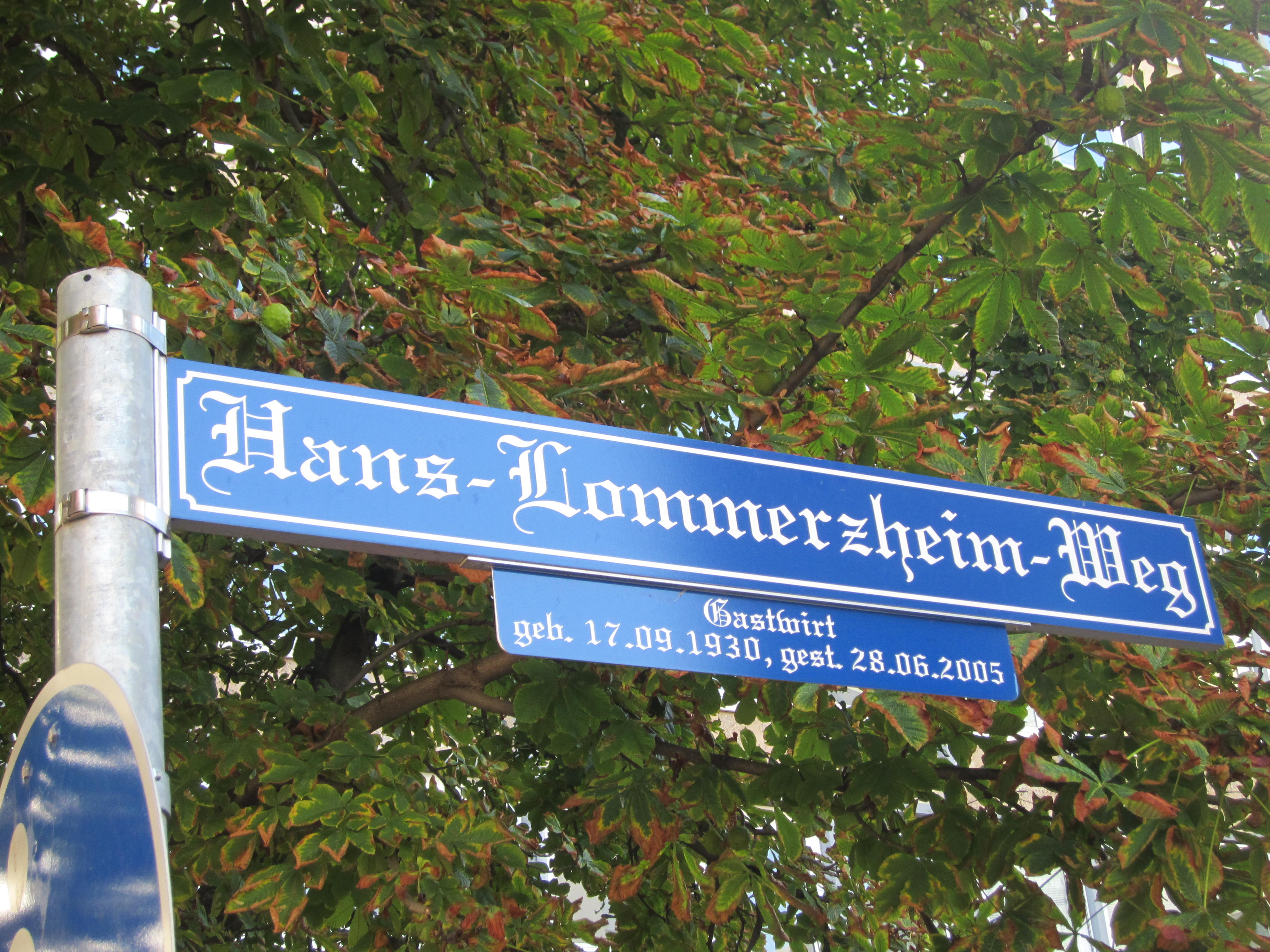
Straßenschild Hans-Lommerzheim-Weg

Ein 2005 gegründeter Verein stiftete gemeinsam mit der Firma Päffgen im Mai 2009 einen Brunnen im Biergarten der Gaststätte. Das Bronzerelief zeigt den verstorbenen Wirt beim Bierzapfen. Ein Gedeck (Teller, Besteck, Senftöpfchen und ein abgenagter Knochen von den dort servierten Koteletts) aus der Kneipe, vom nachmaligen Vereinsvorsitzenden Peter Mees am letzten Öffnungstag als Souvenir „entwendet“, wurde von der rechtmäßigen Besitzerin Annemie Lommerzheim dem Kölnischen Stadtmuseum geschenkt, das dieses historische Gedeck einer speziellen Kölner Gaststättenkultur ausstellen will.
Fünf Jahre nach seinem Tod wurde eine Straße nach Lommerzheim benannt. Der Fußweg, der von der Siegesstraße, schräg gegenüber der Gaststätte, am Deutzer Jugendgästehaus vorbei zum Bahnhof Köln Messe/Deutz führt, wurde auf Initiative der Grünen nach ihm in Hans-Lommerzheim-Weg benannt und mit einem in Fraktur beschrifteten Straßenschild versehen, das unterhalb die Lebensdaten des Gastwirts zeigt. Zur Einweihung wurde ein von Brings-Keyboarder Kai Engel komponiertes Lommerzheim-Lied aufgeführt.

## Musik
Die Kölner Band Miljö veröffentlichte 2015 das Lied Su lang die Leechter noch brenne, das mit der Textzeile Sulang beim Lommi die Leechter noch brenne … (‚Solange beim Lommi die Lichter noch brennen…‘) beginnt.